# Lista de encíclicas do Papa João XXIII

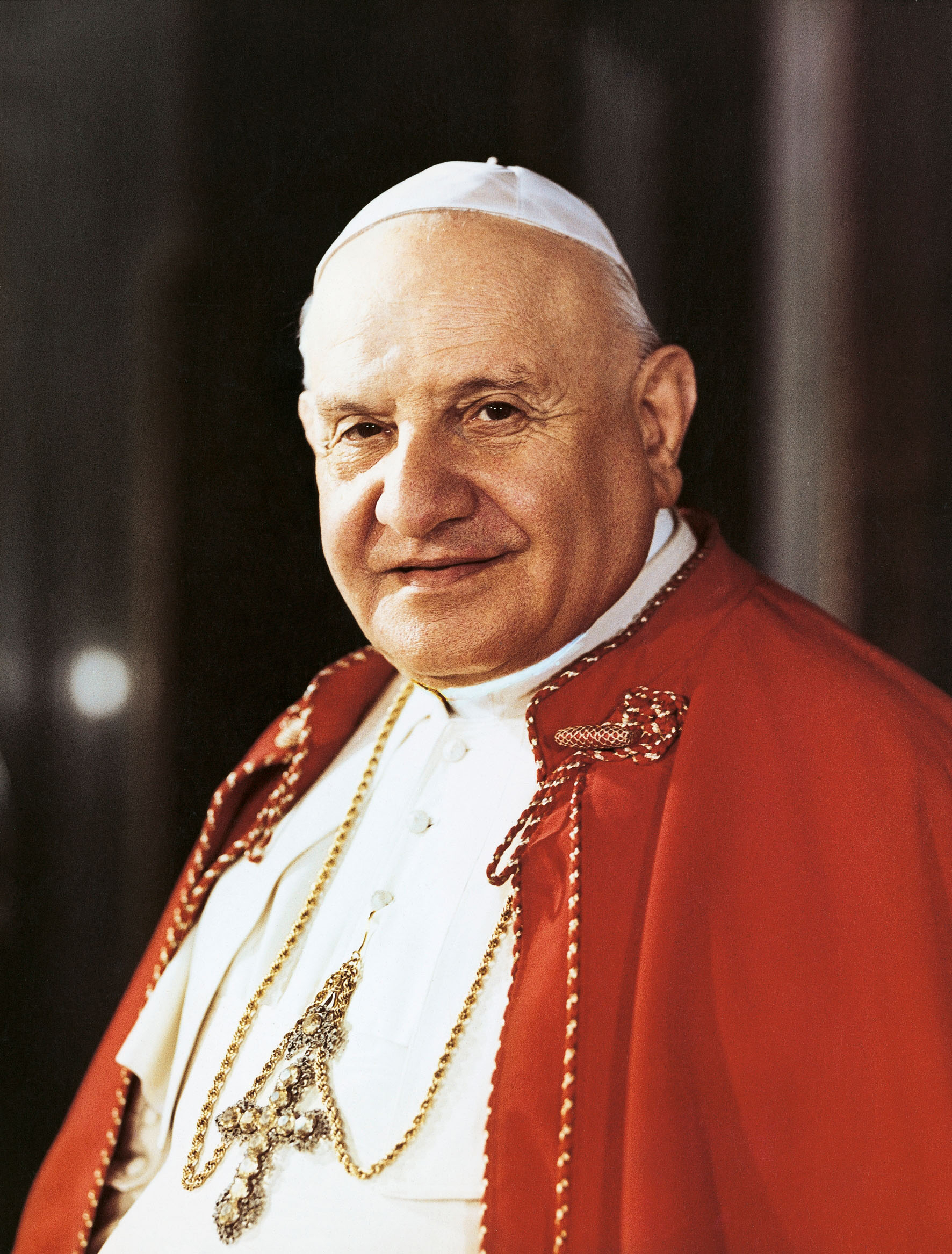
Papa João XXIII

O Papa João XXIII emitiu oito encíclicas papais durante os seus cinco anos de pontificado da Igreja Católica Romana, desde a sua eleição em 28 de outubro de 1958 até sua morte em 3 junho de 1963. Duas de suas encíclicas, Mater et Magistra e Pacem in Terris, são especialmente importantes. Uma encíclica papal é uma carta enviada pelo Papa, destinada a Bispos da Igreja Católica Romana de uma determinada área ou do mundo inteiro. Encíclicas podem condenar erros, apontar ameaças à fé e à moral, exortar praticas aos fiéis, ou fornecer soluções para os perigos presentes e futuros para a Igreja. A autoridade da encíclica varia de acordo com as circunstâncias, e não é necessariamente ex cathedra. O título de uma encíclica papal é geralmente tomada a partir de suas primeiras palavras.
A primeira encíclica do Papa João XXIII, Ad Petri Cathedram, foi emitida em oito meses de seu pontificado e não era nem um documento social importante, nem exposição doutrinal. Ao invés disso, enfocou para a unidade, verdade e paz com características de familiaridade e preocupação. A segunda, Sacerdotii Nostri Primordia, foi em memória do 100 º aniversário de morte de São João Maria Vianney, enquanto Grata Recordatio se refere ao uso do Rosário. Princeps Pastorum, sua quarta encíclica, usa I Pedro 5, 4, como seu texto bíblico e celebra as missões Católicas Romanas. Mater et Magistra, a quinta encíclica, foi criada a partir das ideias de Leão XIII na Rerum Novarum (1891), que tinha sido emitida 70 anos antes, e da encíclica Quadragesimo Anno (1931) de Pio XI. O impulso significativo na encíclica é a sua aplicação da teoria da lei natural para a comunidade internacional. É uma das mais longas encíclicas, com mais de 25.000 palavras. A sexta encíclica, Aeterna Dei Sapientia, celebra a morte do Papa Leão I e apelou para a unidade dentro da Cristandade que se encontram cercadas pelos movimentos externos, tais como o comunismo e o secularismo. A penúltima encíclica, Paenitentiam Agere, leva em consideração a penitência e o Concílio Vaticano II. A última encíclica de João XXIII, Pacem in Terris, foi escrita dois meses antes de sua morte. É longa e possui mais de 15.000 palavras e é a primeira vez na história que foi dirigida a "todos os homens de boa vontade", ao invés de apenas os bispos e leigos da Igreja Católica Romana. Foi saudado como "um dos documentos mais profundos e significativos da nossa era."

## Encíclicas
| No. | Latim                       | Assunto                                                                                    | Data                   | Texto |
| --- | --------------------------- | ------------------------------------------------------------------------------------------ | ---------------------- | ----- |
| 1.  | Ad Petri Cathedram          | Conhecimento da verdade, restauração da unidade e da paz na caridade.                      | 29 de junho de 1959    | Texto |
| 2.  | Sacerdotii Nostri Primordia | São João Maria Vianney.                                                                    | 1 de agosto de 1959    | Texto |
| 3.  | Grata Recordatio            | Sobre o Rosário: Oração para a Igreja, missões, os problemas internacionais e sociais.     | 26 de setembro de 1959 | Texto |
| 4.  | Princeps Pastorum           | As missões católicas, o clero nativo, e a participação dos leigos.                         | 28 de novembro de 1959 | Texto |
| 5.  | Mater et Magistra           | Sobre o cristianismo e o progresso social.                                                 | 15 de maio de 1961     | Texto |
| 6.  | Aeterna Dei Sapientia       | Em comemoração do quinto centenário da morte do Papa Leão I.                               | 11 de novembro de 1961 | Texto |
| 7.  | Paenitentiam Agere          | Sobre a necessidade da pratica da penitência interior e exterior.                          | 1 de julho de 1962     | Texto |
| 8.  | Pacem in Terris             | Sobre o estabelecimento da paz universal, na verdade, a justiça, a caridade e a liberdade. | 11 de abril de 1963    | Texto |